# Scandiumchlorid
Scandiumchlorid ist eine chemische Verbindung aus der Gruppe der Chloride.

## Gewinnung und Darstellung
Scandiumchlorid kann durch Reaktion von Scandiumoxid oder Scandiumcarbonat und Ammoniumchlorid gewonnen werden.
{\displaystyle \mathrm {Sc_{2}O_{3}+6\ NH_{4}Cl\longrightarrow 2\ ScCl_{3}+6\ NH_{3}+2\ H_{2}O} }
Es entsteht auch durch Reaktion von Scandium mit Chlorwasserstoff.
{\displaystyle \mathrm {2\ Sc+6\ HCl\longrightarrow 2\ ScCl_{3}+3\ H_{2}} }
Scandium(III)-chlorid kann auch direkt aus den Elementen Scandium und Chlor synthetisiert werden.
{\displaystyle \mathrm {2\ Sc+3\ Cl_{2}\longrightarrow 2\ ScCl_{3}} }
Möglich ist auch die Herstellung durch Reaktion von Scandiumoxid mit Chlor aufgrund der geringen Stabilität von Scandiumoxidchlorid.
{\displaystyle \mathrm {2\ Sc_{2}O_{3}+6\ Cl_{2}\longrightarrow 4\ ScCl_{3}+3\ O_{2}} }

## Eigenschaften

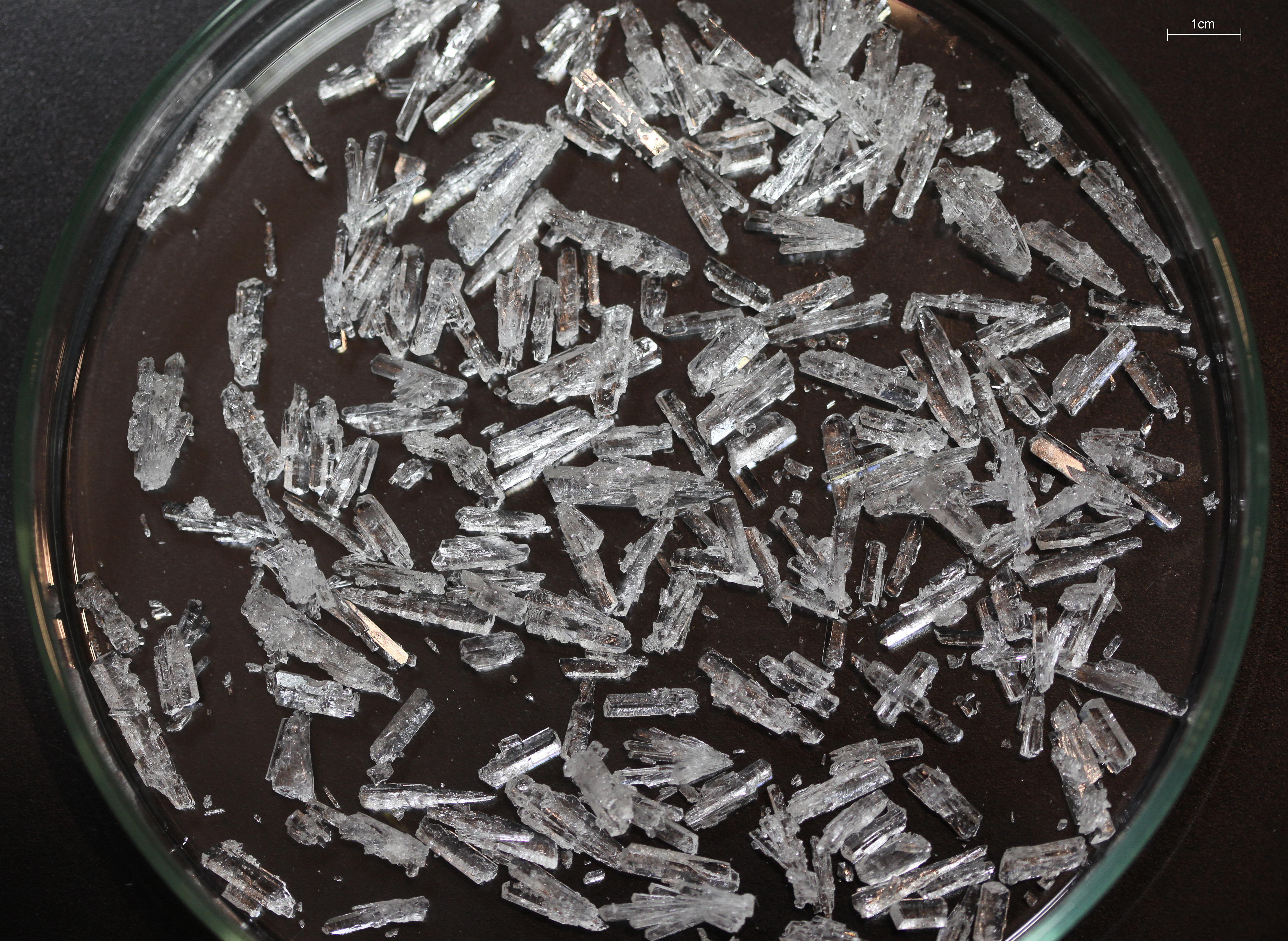
Kristalle aus Scandiumchlorid-Hexahydrat

Scandium(III)-chlorid ist ein weißer Feststoff. Er kristallisiert in einer trigonalen Kristallstruktur (Raumgruppe R3 (Raumgruppen-Nr. 148), Gitterkonstanten a = 6,3775 Å, c = 17,7899 Å), die der von Eisen(III)-chlorid und Aluminium(III)-chlorid ähnlich ist. Im Gegensatz zum dimeren Aluminium(III)-chlorid liegt Scandiumchlorid als Monomer vor. Es beginnt bei 850 °C zu sublimieren.  Das Hexahydrat gibt bei längerem Erhitzen auf 100 °C einen Teil seines Kristallwassers ab, beim Erhitzen auf Rotglut entsteht unter Chlorwasserstoffbildung Scandium(III)-oxid. Das Hexahydrat reagiert mit Thionylchlorid in Tetrahydrofuran zu einem Komplex.
{\displaystyle \mathrm {ScCl_{3}(H_{2}O)_{6}+6\ SOCl_{2}+3\ THF\longrightarrow 2\ ScCl_{3}(THF)_{3}+6\ SO_{2}+12\ HCl} }

## Verwendung
Scandium(III)-chlorid-hydrat wird für Prins-Cyclisierungs-Reaktionen verwendet.